# FA Charity Shield 1912
Lo FA Charity Shield 1912, noto in italiano anche come Supercoppa d'Inghilterra 1912, è stata la 5ª edizione della Supercoppa d'Inghilterra.
Si è svolto il 4 maggio 1912 al White Hart Lane di Londra tra il Blackburn, vincitore della First Division 1911-1912, e il Queens Park Rangers, vincitore della Southern Football League 1911-1912.
A conquistare il titolo è stato il Blackburn che ha vinto per 2-1 con una doppietta di Walter Aitkenhead. L'incasso della partita è stato donato al Titanic Relief Fund.

## Partecipanti
| Squadre   | Qualificazione                                     | Partecipazioni precedenti (il grassetto indica la vittoria) |
| --------- | -------------------------------------------------- | ----------------------------------------------------------- |
| Blackburn | Vincitore della First Division 1911-1912           | Nessuna                                                     |
| QPR       | Vincitore della Southern Football League 1911-1912 | 1 (1908)                                                    |

## Tabellino
| Londra 4 maggio 1912                                | Blackburn | 2 – 1 referto | Queens Park Rangers | White Hart Lane (7.100 spett.) |
| \| \| \| \| \| Aitkenhead \| Marcatori \| Revill \| |           |               |                     |                                |
|                                                     |           |               |                     |                                |
| Aitkenhead                                          | Marcatori | Revill        |                     |                                |

### Formazioni
| Blackburn:       |    |                   |
|                  |    |                   |
| P                | 1  | Alf Robinson      |
| D                | 2  | Bob Crompton      |
| D                | 3  | Arthur Cowell     |
| C                | 4  | Albert Walmsley   |
| C                | 5  | Percy Smith       |
| C                | 6  | Billy Bradshaw    |
| A                | 7  | Jock Simpson      |
| A                | 8  | Eddie Latheron    |
| A                | 9  | Walter Aitkenhead |
| A                | 10 | Joe Clennell      |
| A                | 11 | Walter Anthony    |
| Allenatore:      |    |                   |
| Robert Middleton |    |                   |

| QPR:        |    |                 |
|             |    |                 |
| P           | 1  | Charlie Shaw    |
| D           | 2  | John MacDonald  |
| D           | 3  | Harry Pullen    |
| C           | 4  | Alf Whyman      |
| C           | 5  | Archie Mitchell |
| C           | 6  | Bill Wake       |
| A           | 7  | Arthur Smith    |
| A           | 8  | Eddie Revill    |
| A           | 9  | Dan McKie       |
| A           | 10 | Harry Thornton  |
| A           | 11 | Billy Barnes    |
| Allenatore: |    |                 |
| James Cowan |    |                 |